# Gardish
Gardish è un film del 1993 diretto da Priyadarshan.
Si tratta del remake del film malese Kireedam.

## Trama
Naia e facilmente impressionabile Vidya Bhalla vorrebbe che suo marito sia un eroe impetuoso, chi non ha paura di nessuno, chi può facilmente saltare in un fuoco per salvare qualcuno, uno che è forte e romantico. Vede tutte queste qualità in Shiva Sathe, figlio di Havaldar Purshotam Sathe, il cui unico sogno è vedere Shiva diventare ispettore di polizia. Vidya informa suo padre, Prithviraj, che ha trovato il suo uomo da sogno, i Bhallas e i Sathes si incontrano e convincono la coppia formalmente impegnata. Allora Purshotam arresta il figlio di un M.L.A. e, di conseguenza, viene trasferito alla nota stazione di polizia di Kala Chowki a Bombay. All'arrivo scopre che l'ispettore responsabile della stazione di polizia, Saini, è stato severamente battuto da Billa Jilani e viene ricoverato in ospedale. Purshotam provvede a riconfigurare tutta la sua famiglia. Poco dopo il cognato di Shiva si avvicinò a Prithviraj Bhalla e lo informò che Shiva è diventato un underworld Don, ha severamente battuto l'attuale don, Billa Jilani, ed è impegnato a prendersi corse e tangenti da tutti. Prithviraj decide di indagare, e scopre che Shiva è diventata un ruffiano, noto alla polizia, arrestato più volte, tanto per la scusa del padre. Prithviraj interrompe l'alleanza e informa Purshotam. Poco dopo si scopre un'altra lotta, questa volta Shiva viene arrestata, tenuta in una cellula per diversi giorni, poi picchiata da suo padre e successivamente abbandonata da una donna chiamata Shanti, una prostituta. Alla fine Shiva uccide Billa. Il film finisce con Purshotam dichiarando all'ispettore Saini, che Shiva non si consiglia di essere ispettore, dato che agli occhi della legge è un criminale. La foto di Shiva è stata mostrata sul tabellone del criminale e i titoli di crediti.

## Colonna sonora
Musiche di Rahuv Dev Burman.
1. Asha Bhosle – Baadal Jo Barse To
2. Asha Bhosle, S. P. Balasubramaniam – Ae Mere Deewano
3. Asha Bhosle, S. P. Balasubramaniam – Yeh Mera Dil Paagal Hai
4. M. G. Sreekumar, Asha Bhosle – Tum Jo Mile Humko
5. Asha Bhosle, SPB – Rang Rangeeli Raat Gaye
6. SPB – Hum Na Samjhe The